# 南京禄口国际机场
南京禄口国际机场，位于江苏省南京市江宁区禄口街道，距市中心直线距离约36公里，有一条29公里的机场高速公路通往市区，并和沪宁、宁杭、宁通、宁连等高速公路连接，地铁S1号线于此设站。禄口国际机场是中国主要干线机场之一，华东地区的主要客货运机场之一，与上海虹桥机场、浦东机场互为备降机场。禄口机场始建于1995年2月28日，并于1997年7月1日正式通航。2019年禄口机场全年旅客吞吐量3,058.2万人次，货邮吞吐量37.5万吨，起降23.5万架次，是中国内地第11座突破3,000万客流大关的机场。2019年位列全国千万级吞吐量的大型机场第11位，华东第4位。
机场于2002年通过ISO9001质量体系认证，60多个国内主要城市、20多个国际和港澳台地区城市的130多条航线。2014年7月12日，随着T2航站楼和第二跑道投入使用，成为华东地区第四家双跑道运行机场。南京禄口机场是中国东方航空江苏公司、深圳航空江苏分公司、吉祥航空江苏分公司、湖南航空江苏分公司和首都航空南京基地的所在地。此外，中国南方航空每日在此也有较多航班运营。货运方面，南京禄口机场是中国邮政航空的枢纽机场，每日凌晨有大量货运航班往来全国各主要城市，为中国邮政的信件和货物提供集中转运服务，金鵬航空也在南京禄口机场开通了由波音747货机执飞的至安克雷奇、芝加哥和阿姆斯特丹的国际货运航线。

## 历史

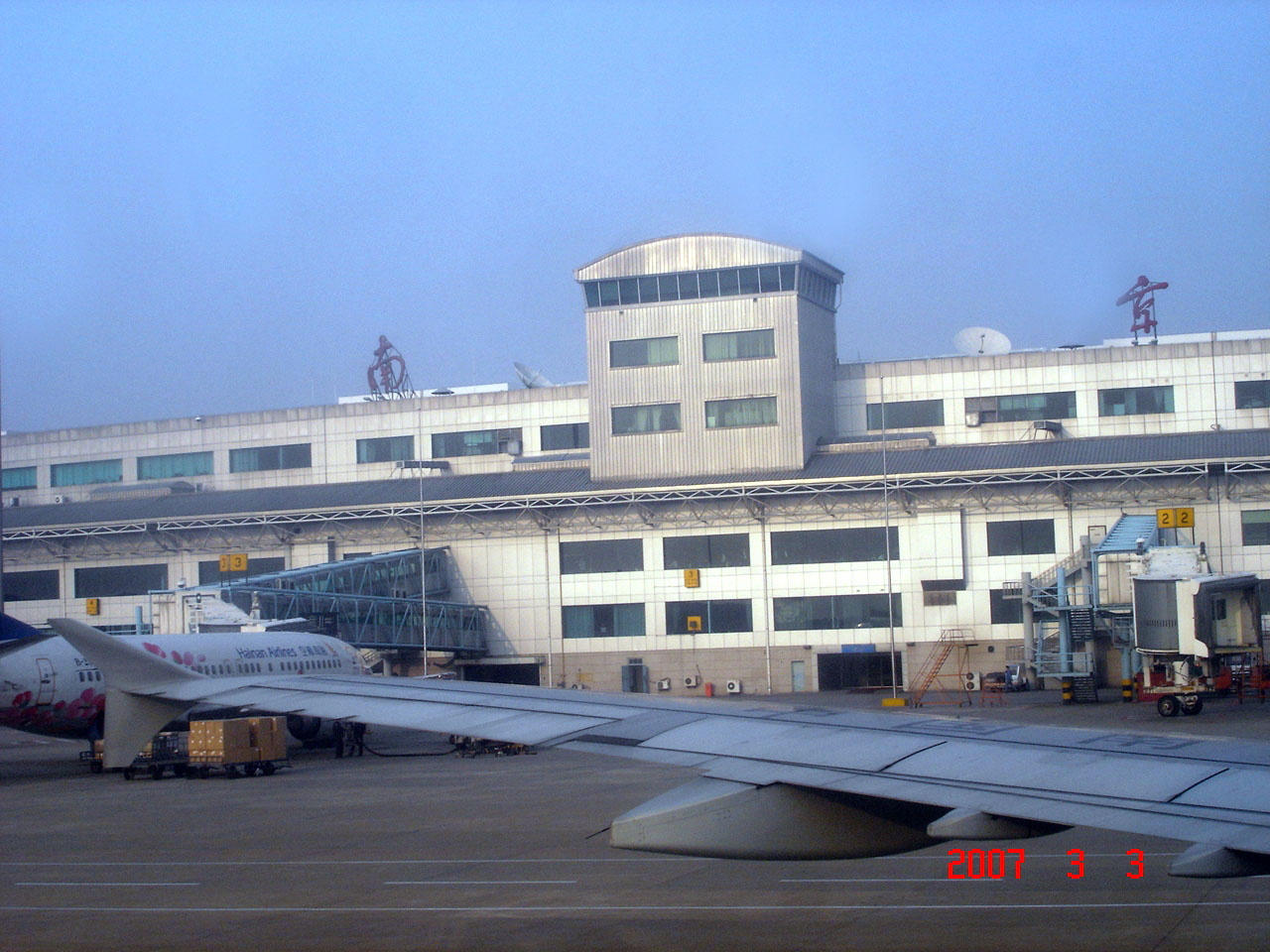
2007年的T1航站楼

南京禄口国际机场是江苏省省会城市南京的空中门户，由江苏省政府、南京市政府、国家民航总局联合投资，于1995年2月28日正式开工建设，1997年7月1日正式通航；同年11月18日，经中华人民共和国国务院批准，禄口机场对外国籍飞机开放；12月26日，国家民航总局复函江苏省人民政府，同意“南京禄口机场”更名为“南京禄口国际机场”。
禄口机场二期扩建工程于2008年12月29日开工，2011年4月1日正式开工建设，2014年7月12日正式投运，机场二期建设包括航站区工程（T2航站楼、交通中心、停车场）、第二跑道及滑行道工程、国内货运区工程等三大部分，T1、T2预计合计年3,000万客流量、货邮吞吐量100万吨、飞行26万架次。同时，已超负荷运行多年的T1航站楼关闭整修，2020年7月29日重新开放。
2009年机场以年旅客吞吐量1083.72万人次，首次突破1,000万人次大关，跻身全国千万级大型机场行列。2013年，机场全年旅客吞吐量突破1,500万人次。2016年，禄口机场晋级为4F级机场。
2016年9月27日起至2017年1月5日，南京禄口国际机场06/24跑道（旧跑道）进行了跑道及其配套设备大修，期间所有航班改为07/25跑道（新跑道）起降。。
2019年，南京禄口机场全年旅客吞吐量首次突破3,000万人次，成为中国大陆地区第11座突破3,000万客流大关的机场。
2020年11月25日，南京禄口国际机场总体规划（2020版）正式获得民航局批复，根据总体规划，南京禄口国际机场定位为长三角核心区域枢纽机场。按照近期 2030 年旅客吞吐量7,000万人次、货邮吞吐量105万吨、飞机起降55万架次，远期2050年旅客吞吐量1.2亿人次、货邮吞吐量230万吨、飞机起降87万架次的需求进行规划。近期规划新增南二跑道、T3航站楼、南货运区，建设T3航站楼前综合交通枢纽，引入宁宣城际铁路、扬镇宁马城际铁路和地铁18号线。远期规划增加北二跑道和南三跑道、南区卫星厅、T4 航站楼，建设T1航站楼东指廊。近、远期规划用地面积分别约20.83平方公里和 38.91 平方公里。
2021年5月18至19日，南京禄口国际机场三期工程建设方案国际征集评审会在宁召开。来自民航、规划、建筑、建设、交通等专业领域的11名专家组成评审组，对由国内外18家设计、咨询单位组成的5个联合体提交的应征方案进行评审。
2021年7月，禄口机场机场因工作人员自CA910航班(莫斯科-北京，南京为民航局指定北京分流第一入境点)7例阳性人员遗留物感染新冠病毒，造成2019冠状病毒病聚集性疫情，此次疫情影响中国大陆多个省份。7月30日，南京市疫情防控新闻发布会上发布消息，南京禄口国际机场已先后暂停国内航线运营和国际航线运营，关闭最早的是国内航线，停飞于7月23日，国际航班7月28日停飞。8月26日上午，南京禄口机场至青岛胶东机场航班MU2923起飞，该航班成为自7月23日南京禄口机场因疫情停航以来，首个恢复客运的航班。禄口机场在此次疫情爆发后于2021年9月在南货站东侧原货运预留发展用地开始新建入境航班专用航站区。，期间国际客货运航班均暂停运营。2021年12月22日，澳门航空恢复澳门=南京定期客运航班，航班号NX128/7。首班于12月22日到达南京，12月25日从南京出发，该航班成为自7月28日南京禄口机场国际及地区航线因疫情停航以来南京机场首个恢复的出入境航班。2022年1月6日，金鵬航空航班号为Y87452的货运航班自芝加哥起飞，经停安克雷奇，于1月7日早间抵达南京。该航班由注册号为B-2432的波音747-400BDSF飞机执飞，是南京机场自因疫情停航以来恢复的首个国际货班。
入境航班专用航站区位于国内货站东侧2022年1月正式投入运营。主体航站区为单层建筑，屋面总长约177.0米，总宽65.2米，结构檐口标高 11.8米。各单体均采用钢筋混凝土框架结构，内部划分为海关卫生检疫、边检、海关行李检查三个互相独立的查验区；机组人员通道与旅客通道分开。2022年1月19日，海南航空由注册号为B-6527的A330-300客机执行的自符拉迪沃斯托克至南京的HU726次包机航班进港，是南京疫情后后迎来的首班进港国际客运航班。2022年3月17日，吉祥航空由注册号为B-8035的A320-200客机执行的自南京至大阪的HO1610次航班，是南京疫情后的首班国际出港客运航班。
2022年11月，民航总院中标南京禄口国际机场三期工程预可行性研究、可行性研究项目，主要承担预可研、可研及环评、水保、稳评、节能、测量、勘察等专项研究工作。该项目是民航总院首次按照“（预）可研+专项研究+测量、勘察”的总体咨询服务模式开展前期工作， 是对民航工程快速推进前期过程的新尝试。
2023年1月8日起，配合新型冠状病毒感染实施“乙类乙管”，南京禄口国际机场入境客运航班恢复至T2航站楼运行，停止使用入境航班专用航站区。首个恢复至T2航站楼运行的入境航班为勒奥斯航空执飞的NO976航班，于1月8日9时抵达南京。随着入境政策调整，部分航司也计划开通新航线，1月11日禄口机场将开通南京至菲律宾马尼拉的国际客运航班。1月22日，吉祥航空也计划恢复常态化运行南京至普吉岛航线，每日执行一班。后续禄口机场将有序加密前往新加坡、东京、香港地区的航班并恢复前往德国法兰克福的直达航班。

## 设施

### 航站楼
目前禄口机场有70个登机通道，停机坪可容纳80架飞机，可满足包括空客A380在内各类飞机起降。

#### T1航站楼
T1航站楼建筑面积13.2万平方米，设有16个近机位，机场货运仓库库内面积6,700平方米，库外面积4万平方米；机坪面积44.7万平方米，其中货机坪6.57万平方米。2014年7月12日零时起，随着T2航站楼的正式启用，T1航站楼暂停使用进入维修扩建状态，2020年7月29日重新开放。重建后的T1航站楼为纯国内线航站楼，提供30台自助值机设备、10台自助行李托运设备、9台安检自助验证智能设备，体现了登机过程的智能化；同时改造后的T1航站楼大厅保留了原航站楼内的长江弧线造型、屋顶梧桐枝丫意象，并将航站楼向外延伸9米，出发和到达出入口区域增加垂直箱式电梯和自动扶梯，并在出发大厅中央增设“天下文枢”牌坊，通过现代多媒体设施，旅客可以与夫子庙、朝天宫等南京著名历史文化景点进行互动。。T1航站楼重新开放时仅开放了主楼及北指廊，南指廊仍在改造中。南指廊于2022年10月建成完成验收，2023年投入使用。

#### T2航站楼
二期扩建工程新建的T2航站楼位于T1航站楼南侧，分为主楼和东西两侧指廊，国际区位于东侧指廊。主楼面宽315米，进深约120米；指廊长约1,200米，宽38米，设有33座登机桥（1座无法使用），总建筑面积约23.4万平方米，设计旅客吞吐量1,800万人次。新建停机坪52万平方米，具有55个机位，其中T2航站楼近机位35个，T2航站楼东侧布置远机位20个。T2航站楼启用后，禄口机场所有国内出港航班旅客办理乘机手续截止时间统一调整为航班起飞前40分钟（国际航空公司有特殊规定的，按照特殊规定执行）。

T2内部全景

#### 值机柜台
| 值机岛                | 航空公司（T2国际） |
| --------------------- | --- |
| A岛及B岛01-04值机柜台 | 吉祥航空 汉莎航空（LH）国泰航空（CX） 澳门航空（NX） 韩亚航空（OZ）香港航空（HX）华信航空（AE） 新加坡酷航（TR）立荣航空（B7）大韩航空（KE）芬兰航空（AY） 越南航空（VN） 春秋航空日本（IJ） 菲航快运（2P） 勒奥斯航空（NO）                      |
| B岛                   | 05-16柜台：中国东方航空（MU） 21-32值机柜台：深圳航空（ZH） |
| 值机岛                | 航空公司（T2国内） |
| C岛                   | 深圳航空（ZH） |
| D岛                   | 中国东方航空（MU）上海航空（FM） |
| 值机岛                | 航空公司（T1国内） |
| E岛                   | 吉祥航空（HO） |
| F岛                   | 首都航空（JD）奥凯航空（AQ）西部航空（PN） 春秋航空（9C） 乌鲁木齐航空（UQ） |
| G岛-H岛               | 中国南方航空（CZ）厦门航空（MF）河北航空（NS）中国国际航空（CA）西藏航空（TV）海南航空（HU）四川航空（3U） 成都航空（EU）山东航空（SC）长龙航空（GJ）江西航空（RY）云南祥鹏航空（8L） 昆明航空（KY） 奥凯航空（BK） 天津航空（GS） 重庆航空（OQ） |

### 跑道

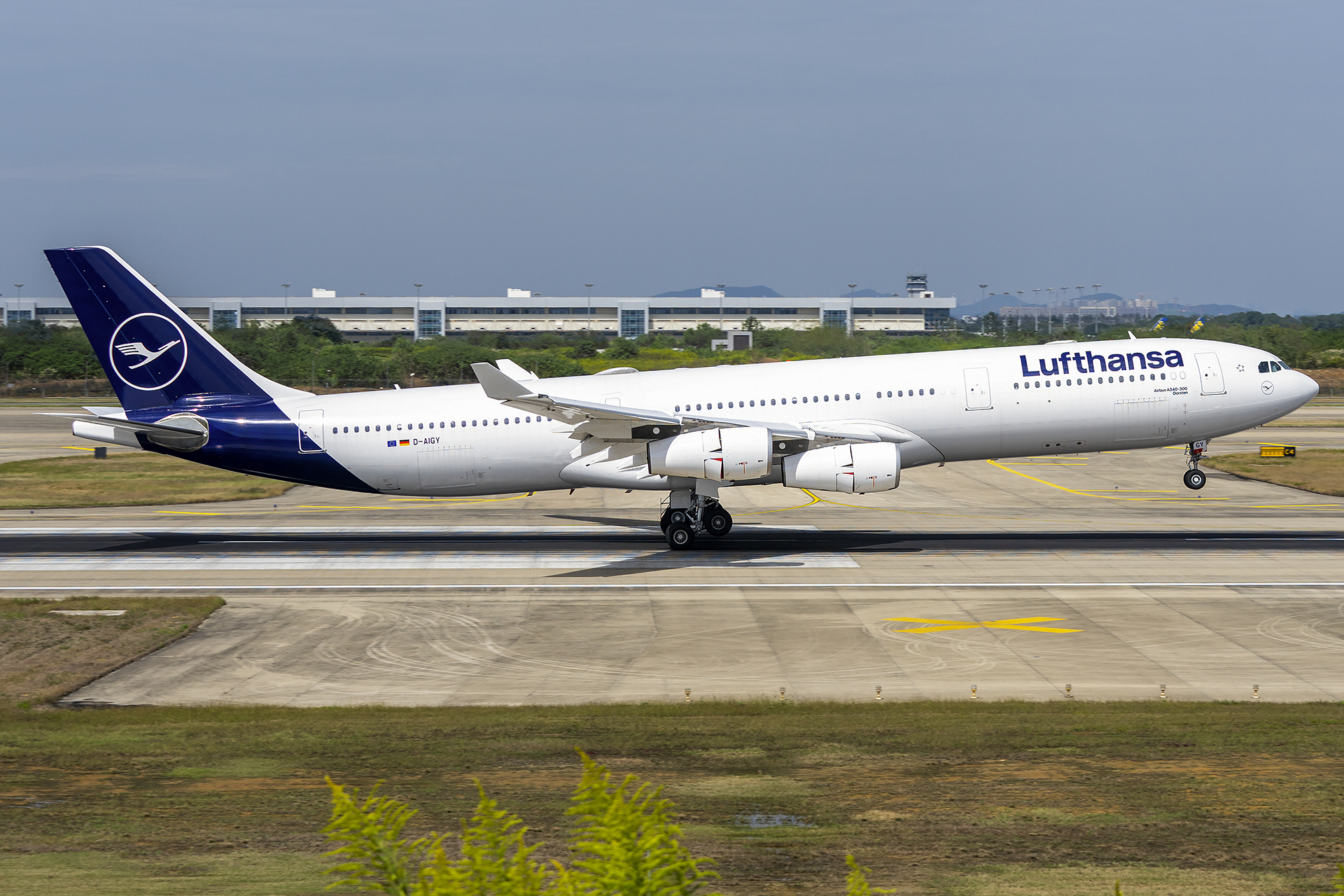
汉莎航空客机降落07跑道（南跑道）

机场一期工程建有一条长3,600米、宽60米的4E级跑道和一条长3,600米宽45米的滑行道，满足世界上各类运输机全重起降。
二期扩建工程在航站楼南侧，现有跑道以南2,000米处建有，与现有跑道平行，长3,600米、宽60米的4F级第二跑道，同时还新建2条平行滑行道；在既有垂直联络道西侧，增建两条垂直联络道，道面各宽25米和23米，连接南、北两个飞行区。
2021年6月18日，南京禄口国际机场平行跑道独立运行飞行程序验证试飞成功，标志着南京机场正式具备双跑道独立运行能力，将进一步提升南京机场运行容量，释放营运潜能。

### 机库
中国东方航空江苏有限公司南京维修机库项目维修机坪及联络滑行道工程于2019年8月份开工，按照施工区域及施工范围分为两个阶段实施建设。维修机坪及联络滑行道工程工程第一阶段施工区域在2020年7月、8月分别完成竣工验收及行业验收，第二阶段施工区域在2021年5月28日通过竣工验收，原定于7月份进行的行业验收因疫情原因延期。2021年9月8日，中国东方航空江苏有限公司南京维修机库项目维修机坪及联络滑行道工程（第二阶段施工区域）顺利通过民航江苏省监管局组织的行业验收，新机库具有容纳A330宽体客机的容量，已于2022年3月投入使用。

### 交通中心

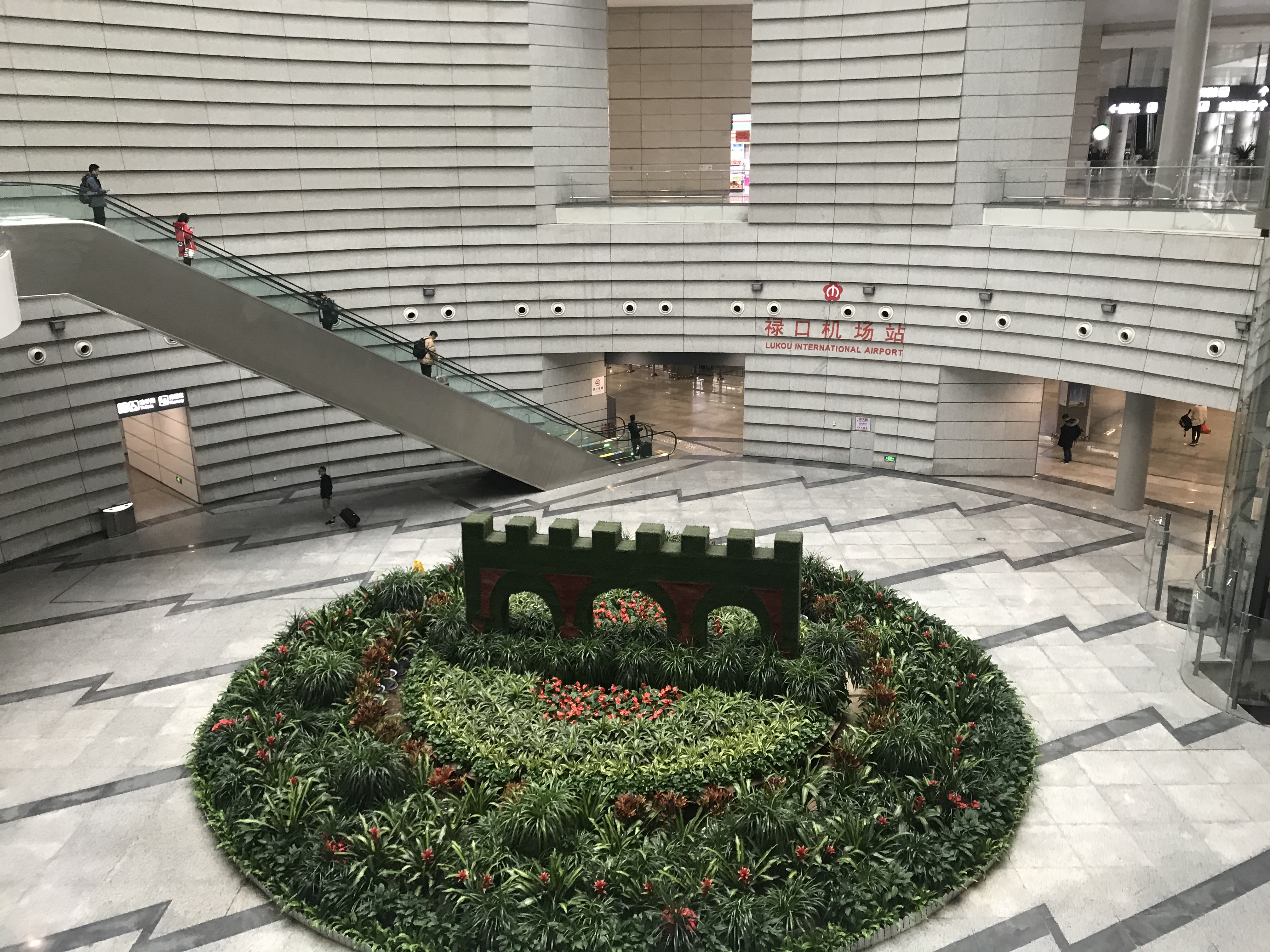
交通中心

二期扩建工程新建的交通中心包括南京地铁S1号线车站、长途汽车站、配套餐饮和购物设施，以及一座有三百间客房的五星级铂尔曼酒店（Pullman Hotel）。交通中心前的新停车场可供2400辆车同时停放。

### 空中交通服务通信设施通信频率
- D-ATIS：126.25 MHz
- （北）塔台管制：118.85 MHz
- （南）塔台管制：118.475 MHz
- （北）地面管制： 121.7 MHz
- （南）地面管制：121.6 MHz
- 放行频率： 121.9 MHz
- （北）地面管制： 121.975 MHz
- （南）地面管制： 121.8 MHz

## 数据统计
请参阅源Wikidata查询.
| 运营年份 | 客运排名 | 旅客吞吐量(人) | 同比增减客运量 | 同比增减% | 货运排名 | 货邮吞吐量(吨) | 同比增减% | 起降排名 | 起降架次(次) | 同比增减% |
| -------- | -------- | -------------- | -------------- | --------- | -------- | -------------- | --------- | -------- | ------------ | --------- |
| 2001     | 15       | 2,793,706      | 357,251        | 14.7      | 15       | 49,689.9       | 17.6      | 17       | 36,207       | 6.3       |
| 2002     | 16       | 3,170,346      | 376,640        | 13.5      | 15       | 52,197.7       | 5.0       | 17       | 37,776       | 4.3       |
| 2003     | 15       | 3,329,477      | 159,131        | 5.0       | 10       | 80,677.5       | 54.6      | 17       | 39,589       | 4.3       |
| 2004     | 15       | 4,573,987      | 1,244,510      | 37.4      | 10       | 117,801.6      | 46.0      | 16       | 51,561       | 30.2      |
| 2005     | 15       | 5,385,933      | 811,946        | 17.8      | 10       | 139,368.5      | 18.3      | 16       | 55,508       | 7.7       |
| 2006     | 16       | 6,269,103      | 883,170        | 16.4      | 10       | 152,063.2      | 9.1       | 16       | 64,591       | 16.4      |
| 2007     | 14       | 8,037,189      | 1,768,086      | 28.2      | 10       | 180,401.1      | 18.6      | 14       | 82,392       | 27.6      |
| 2008     | 13       | 8,881,261      | 844,072        | 10.5      | 10       | 187,604.1      | 4.0       | 14       | 91,242       | 10.7      |
| 2009     | 14       | 10,837,222     | 1,955,961      | 22.0      | 9        | 200,099.0      | 6.7       | 14       | 106,142      | 16.3      |
| 2010     | 13       | 12,530,515     | 1,693,293      | 15.6      | 10       | 234,359.0      | 17.1      | 14       | 116,087      | 9.4       |
| 2011     | 13       | 13,074,097     | 543,582        | 4.3       | 10       | 246,572.2      | 5.2       | 14       | 120,534      | 3.8       |
| 2012     | 13       | 14,001,476     | 927,379        | 7.1       | 11       | 248,067.5      | 0.6       | 15       | 128,440      | 6.6       |
| 2013     | 15       | 15,011,792     | 1,010,316      | 7.2       | 11       | 255,788.6      | 3.1       | 17       | 134,913      | 5.0       |
| 2014     | 16       | 16,283,816     | 1,272,024      | 8.5       | 11       | 304,324.8      | 19.0      | 16       | 144,278      | 6.9       |
| 2015     | 12       | 19,163,768     | 2,879,952      | 17.7      | 10       | 326,026.5      | 7.1       | 14       | 166,858      | 15.7      |
| 2016     | 12       | 22,357,998     | 3,194,230      | 16.7      | 11       | 341,267.1      | 4.7       | 12       | 187,968      | 12.7      |
| 2017     | 11       | 25,822,936     | 3,464,938      | 15.5      | 10       | 374,214.9      | 9.7       | 11       | 209,394      | 11.4      |
| 2018     | 11       | 28,581,546     | 2,758,610      | 10.7      | 11       | 365,054.4      | -2.4      | 11       | 220,849      | 5.5       |
| 2019     | 11       | 30,581,685     | 2,000,139      | 7.0       | 12       | 374,633.5      | 2.6       | 11       | 234,869      | 6.3       |
| 2020     | 12       | 19,906,576     | -10,675,109    | -34.9     | 9        | 389,362.4      | 3.9       | 11       | 181,725      | -22.6     |
| 2021     | 15       | 17,606,886     | -2,299,690     | -11.6     | 12       | 359,138.5      | -7.8      | 16       | 161,896      | -10.9     |
| 2022     | 13       | 12,140,530     | -5,466,356     | -31.0     | 9        | 377,920.8      | 5.2       | 11       | 125,896      | -22.2     |
| 2023     | 13       | 27,340,469     | 15,199,939     | 125.2     | 9        | 383,521        | 1.5       | 12       | 222,487      | 76.7      |

## 航空公司与航点

有客运航班
仅包机运营
计划开通
仅货运航班
无直达航班
注：同时存在客运航班和货运航班的国家标注为客运航班

### 境內航線
| 航空公司           | 目的地 |    |
| ------------------ | --- | -- |
| 中国东方航空（MU） | 广州、深圳、重庆、成都/天府、昆明、西安、北京/大兴、哈尔滨、大连、厦门、三亚、太原、长沙、沈阳、南宁、福州、珠海、鄂尔多斯、兰州、石家庄、青岛、揭阳、银川、呼和浩特、遵义/新舟、包头、湛江、上海/浦东、铜仁、郑州、连云港、柳州、宜宾、大理、延安、吉安、伊宁、北海、泸州、北海（经停长沙）、喀什、琼海、西双版纳、丽江、乌鲁木齐、敦煌 | T2 |
| 吉祥航空（HO）     | 成都/天府、重庆、贵阳、西安、哈尔滨、大连、厦门、三亚、太原、沈阳、兰州、桂林、南昌、威海、张家界、惠州、榆林、鞍山、毕节、北海（经停衡阳）、南宁（经停郴州） | T1 |
| 中国南方航空（CZ） | 广州、深圳、贵阳、哈尔滨、大连、三亚、长沙、海口、沈阳、长春、珠海、桂林、乌鲁木齐、揭阳/潮汕、银川、湛江、临汾、锦州 | T1 |
| 深圳航空（ZH）     | 广州、深圳、重庆、成都天府、贵阳、西安、哈尔滨、太原、沈阳、长春、南宁、福州、珠海、运城、泉州、大同、海口（经停宜春） | T2 |
| 海南航空（HU）     | 广州、深圳、西安、哈尔滨、大连、三亚、太原、长沙、海口、秦皇岛 、重庆 | T1 |
| 四川航空（3U）     | 重庆、成都/双流、昆明、哈尔滨、三亚、绵阳、西双版纳（经停绵阳） | T1 |
| 厦门航空（MF）     | 哈尔滨、大连、厦门、长沙、长春、福州、兰州、运城、泉州 | T1 |
| 首都航空（JD）     | 重庆、昆明、西安、海口、石家庄、桂林、丽江、哈尔滨 | T1 |
| 山东航空（SC）     | 贵阳、厦门、桂林、青岛、乌鲁木齐、烟台、安顺 | T1 |
| 中国国际航空（CA） | 重庆、成都/双流、北京/首都、大连、福州 | T1 |
| 九元航空（AQ）     | 广州、贵阳、哈尔滨、海口、长春、南宁 | T1 |
| 西藏航空（TV）     | 贵阳、绵阳、西宁、成都/双流、拉萨（经停西宁） | T1 |
| 湖南航空（A6）     | 昆明、沈阳、荔波、呼和浩特、保山（经停南昌） | T1 |
| 成都航空（EU）     | 成都/双流、贵阳、长沙、太原（经停银川） | T1 |
| 长龙航空（GJ）     | 深圳（经停武夷山）、兰州（经停延安）、昆明 | T1 |
| 东海航空（DZ）     | 深圳、长春、石家庄 | T1 |
| 西部航空（PN）     | 深圳、重庆、贵阳 | T1 |
| 重庆航空（OQ）     | 重庆、包头、攀枝花 | T1 |
| 奥凯航空（BK）     | 昆明、桂林、長沙 | T1 |
| 昆明航空（KY）     | 昆明（经停襄阳与遵义）、腾冲 | T1 |
| 祥鹏航空（8L）     | 成都/天府、昆明、龙岩、泸州 | T1 |
| 河北航空（NS）     | 南宁、石家庄、桂林 | T1 |
| 多彩贵州航空（GY） | 万州、贵阳（经停兴义） | T1 |
| 青岛航空（QW）     | 兰州、青岛 | T1 |
| 江西航空（RY）     | 南昌、景德镇 | T1 |
| 天津航空（GS）     | 西安、海口 | T1 |
| 春秋航空（9C）     | 成都/天府、威海 | T1 |
| 乌鲁木齐航空（UQ） | 乌鲁木齐（经停陇南） | T1 |
| 中国联合航空（KN） | 鄂尔多斯 | T1 |
| 上海航空（FM）     | 揭陽 | T2 |
| 华夏航空（G5）     | 兴义（经停贵阳） | T1 |

### 港澳台/國際航線
| 航空公司               | 目的地 |
| ---------------------- | --- |
| 中国东方航空（MU）     | 港澳台：香港、澳门、台北/桃園、高雄、台中 亞洲：东京/成田、首尔/仁川、胡志明市、曼谷/素万那普、普吉岛、新加坡、吉隆坡、古晉 歐洲：巴黎/戴高乐（季節性） 大洋洲：悉尼、墨爾本 |
| 吉祥航空（HO）         | 香港、大阪/关西、名古屋、神戶、济州、曼谷/素万那普 |
| 深圳航空（ZH）         | 香港、澳門、大阪/关西 |
| 首都航空（JD）         | 曼谷/素万那普 |
| 国泰航空（CX）         | 香港 |
| 香港航空（HX）         | 香港 |
| 澳门航空（NX）         | 澳门、雅加達 |
| 春秋航空日本（IJ）     | 東京/成田 |
| 大韩航空（KE）         | 首尔/仁川 |
| 韩亚航空（OZ）         | 首尔/仁川 |
| 越南航空（VN）         | 芽庄 |
| 泰国全亚洲航空（XJ）   | 曼谷/素万那普 |
| 皇雀航空（DD）         | 曼谷/廊曼 |
| 泰國獅子航空（SL）     | 曼谷/廊曼（包机） |
| 飛螢航空（FY）         | 吉隆坡（包机）、斗湖 |
| 马来西亚峇迪航空（OZ） | 吉隆坡、斗湖 |
| 酷航（TR）             | 新加坡 |
| 三佛齊航空（SJ）       | 峇里島（包机） |
| 勒奥斯航空（NO）       | 米兰 |

注：计划航线以中国民用航空局发布的国际航线经营许可或航空公司官方发布的相关信息为准

### 货运航线
| 航空公司         | 目的地 |
| ---------------- | --- |
| 中国国际货运航空 | 北京、成都、广州、沈阳                                                                                                 |
| 中国邮政航空     | 天津、西安、武汉、南昌、太原、兰州、青岛、深圳、海口、昆明、福州、厦门、郑州、长沙、济南、石家庄、东京/成田、大阪/关西 |
| 金鵬航空         | 安克雷奇、阿姆斯特丹、芝加哥                                                                                           |
| 顺丰航空         | 台北、深圳、北京大兴                                                                                                   |

## 地面交通

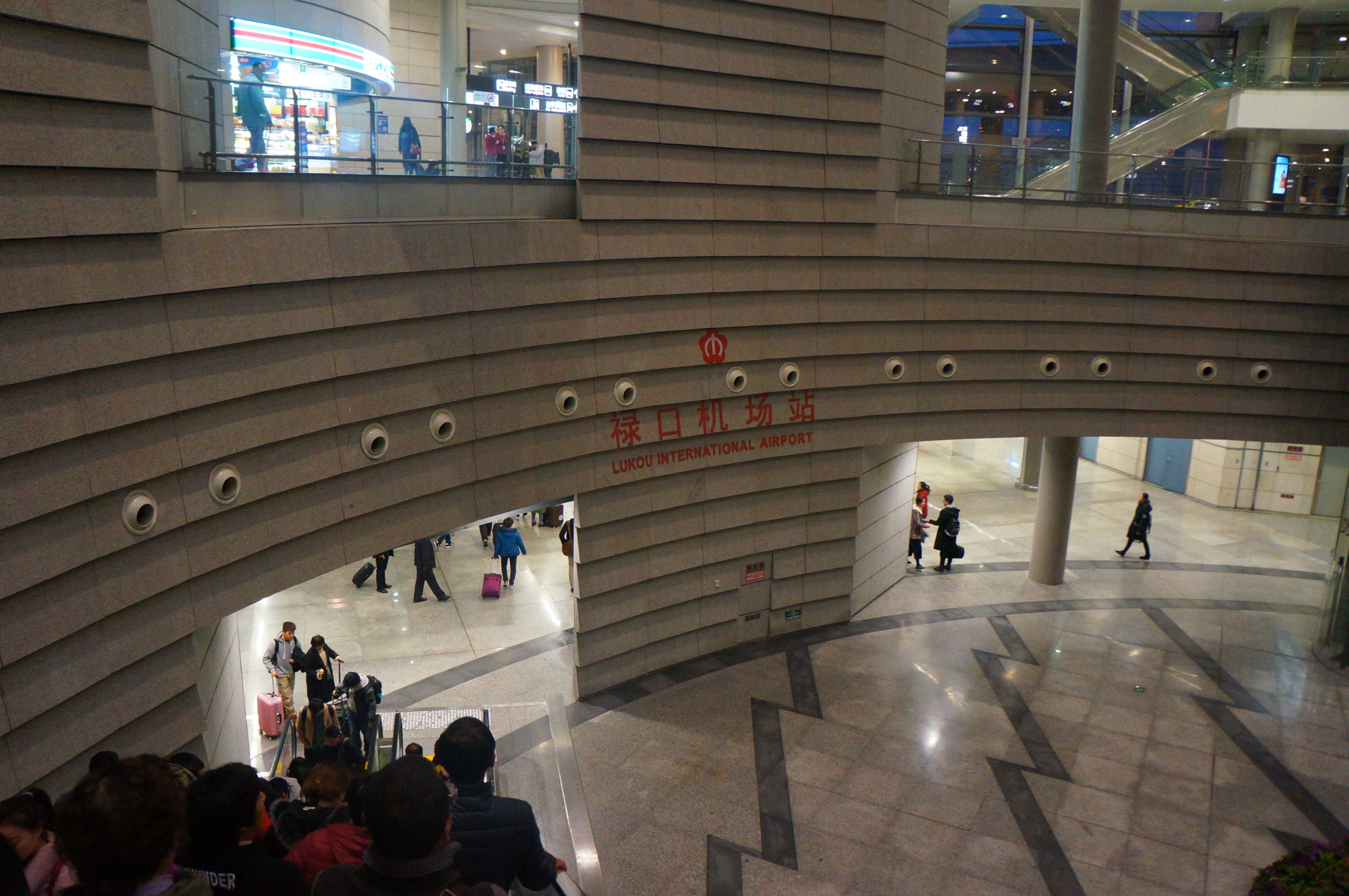
地铁禄口机场站入口

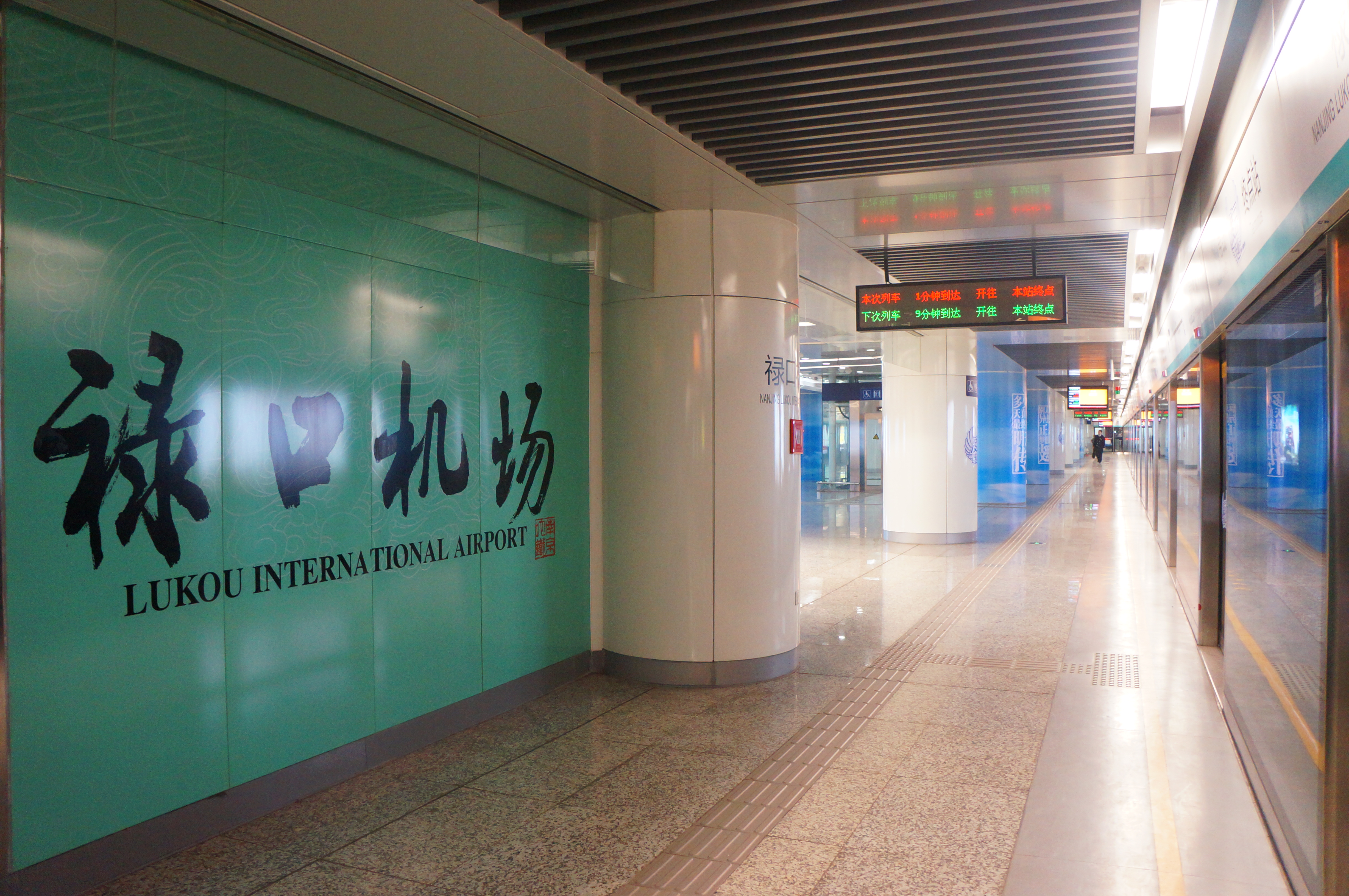
禄口机场站站台

### 轨道交通
南京地铁S1号线在T1航站楼与T2航站楼间设禄口机场站连接南京禄口机场和南京南站。该线长35.8千米，已于2014年7月1日开通运营。从南京南站到禄口机场全程票价7元，而南京地铁线网最高票价15元，亦即从禄口机场乘地铁到达南京各地铁站票价不超过15元。未来T3航站楼前交通枢纽建成后预计将会引入宁宣城际铁路，扬镇宁马城际铁路（共线进站）及南京地铁18号线，连接禄口机场，南京南站及南京北站三大枢纽。

### 机场巴士
市区－机场
- 南京南站－机场：5：40－21：00每30分钟一班。班车点设在南京南站的汽车客运站内，前往机场的旅客可至南站汽车客运站内购票乘车。由南京南站至机场约需35分钟。
- 南京火车站东广场－机场：4:30 -- 21:00，每30分钟一班（经停龙蟠中路451号南京机场宾馆）。[58]
- 河西万达广场（万达希尔顿酒店北侧天幕东端）至机场，发车时间为4:30 -- 21:00，每30分钟发一班。
- 江北专线： 江北至机场（025-57671293）

六合（阿尔卡迪亚酒店）04:40、06:30、09:00、11:30、13:30、15:30、17:30、19:30（票价50元）；
大厂（葛中路681号）05：10、07:00、09:30、12:00、14:00、16:00、18:00、20:00 （票价40元）；
浦口（明发新城中心）05:40、07:30、10:00、12:30、14:30、16:30、18:30、20:30（票价30元）。
机场－市区
- 机场一号线（城东线）：从早上第一个航班落地至当天最后一个航班结束，下客站为翠屏山宾馆、雨花广场、秦虹桥、七里街（机场宾馆）、西华门、南京火车站。(票价为20元/位)
- 机场2号线(城西线)：从早上第一个航班落地至23：30。下客站为南京南站、中华门、水西门、汉中门、万达广场 。(票价为20元/位)
- 江北专线 ： 机场至江北（025-69820756） 09:00、10：30、12:30、14:30、16:30、18:30、20:30、23:00

途径明发新城中心（30元）、泰山新村（东大路）（30元）、信息工程大学（40元）、葛中路681号（30元）、六合（阿尔卡迪亚酒店）（50元）。
机场承诺，如果城东、城西线旅客在飞机起飞前两个半小时，江北专线旅客在飞机起飞前三个小时（以葛中路681号发车时间为准）乘上至机场的班车，因班车责任原因导致误机，机场将赔偿旅客机票改签或退票的差价损失。

### 公共汽车
| 1号航站楼 | 1号航站楼 | 1号航站楼 | 1号航站楼 | 1号航站楼 |
| 编号      | 路线      | 路线      | 路线      | 备注      |
| --------- | --------- | --------- | --------- | --------- |
| 128溧水   | 省溧中西  | ⇆         | 1号航站楼 | 原 溧水28 |

| 2号航站楼 | 2号航站楼 | 2号航站楼 | 2号航站楼 | 2号航站楼 |
| 编号      | 路线      | 路线      | 路线      | 备注      |
| --------- | --------- | --------- | --------- | --------- |
| 895       | 翔宇路北  | ⇆         | 2号航站楼 |           |

### 出租车
机场到达大厅外可以便捷地乘坐出租车。出租车至南京市区大约需要100元人民币（约17美元）。

### 高速公路
机场由空港路连接南京机场高速公路（S88），机场高速与宁宣高速（S55）共线。 宁宣高速向北可连接S337公路往马鞍山，芜湖方向；连接G2501南京绕城高速至G42沪宁高速、G40合宁高速、G25宁连高速、G40宁通高速。宁宣高速向南可连接S38沿江高速、G25宁杭高速。